# Једрилци
Једрилци (лат. Papilionidae) је велика породица дневних лептира. Иако је већина припадника тропска, чланови ове породице насељавају све континенте, осим Антарктика. Ова породица укључује највеће лептире на свету из рода Ornithoptera.
Ластавичији репови имају низ особених карактеристика; на пример, папилионидна гусеница на свом протораксу носи одбојни орган зван осметеријум. Осметеријум нормално остаје скривен, али када је у опасности, ларва га окреће према спољашњости кроз попречни леђни жлеб пунећи га течношћу.
Рачвасти изглед на задњим крајевима појединих ластачијих репова, који се може видети када лептир одмара раширених крила, дао је заједнички назив породиц. Што се тиче његовог формалног имена,  Лине је изабрао Papilio за типски род, јер је papilio латинска реч за „лептир“. За специфичне епитете рода, Лине је применио имена грчких фигура на ластавичије репове. Типска врста: Papilio machaon одаје почаст Махаону, један од Асклепијевих синова, поменутом у Илијади. Даље, врста Papilio homerus названа је по грчком песнику Хомеру.

## Изглед
Назив су добили по начину лета једног од представника, пругастог једрилца (Iphiclides podalirius). Kрила су им на карактеристичан начин одмакнута од тела. Обојени су најчешће тамноплаво, зелено или црно са жутим, наранџастим, црвеним или плавим шарама. Тропске врсте често имају метални сјај. Често је изражен полиморфизам у обојености. Ларве (гусенице) су им средње до крупне, са наизглед голим телом јер су чекиње веома мале. Глава је мања од предњих груди и често у њих увучена. На њима се налази мирисна жлезда (осметеријум) која може да се увлачи, а када је избачена има облик латиничног слова „В“. Избацује се када је ларва узнемирена, а има мирис попут биљке којом се та гусеница храни. Гусенице имају пет пари лажних ногу.

## Начин живота
Одлични су летачи, а постоје врсте које су територијалне и простор на коме обитавају бране од других лептира, али и од пчела, бумбара, па чак и од мањих птица.

## Угроженост
Већина врста је због своје лепоте веома занимљива истраживачима и зато су добро проучене, али и колекционарима који плаћају велике своте новца за уловљене примерке, што је допринело да буду угрожене.